# Hispania Tarraconensis

Provinsen Hispania Tarraconcensis år 120

Provinser i Hispania 27 f.Kr.

Hispania Tarraconensis var en romersk provins i dagens Spanien, samt delar av det nordliga Portugal. Den var en av tre provinser som existerade i Hispania, efter 14 f.Kr.. Södra Spanien, dagens Andalusien, utgjorde provinsen Hispania Baetica, medan Lusitania (delvis motsvarande dagens Portugal) fanns i väster. De båda Hispania-provinserna fick sina namn efter residensstaden Tarraco (dagens Tarragona) respektive floden Baetis (dagens Guadalquivir).

## Historia
Hispania Tarraconensis ersatte Hispania Citerior, som under den romerska republiken var styrt av en konsul. Efter fälttåget mot cantabrierna 25 till 13 f.Kr. hade hela Hispania blivit lagt under romersk kontroll.
De två gamla konsulernas provinser kunde därmed delas i mindre områden. Hispiania Tarraconensis blev då en kejserlig provins. 
Området blev styrt som del av Romarriket intill visigoternas invasioner på 500-talet, med start 409. Detta gjorde att baskerna och cantabrierna gjorde uppror, och slöt en uppgörelse med visigotiska kungariket. 